# Крапковице (гмина)
Крапковице (пол. Krapkowice) — городско-сельская гмина (волость) в Польше, входит как административная единица в Крапковицкий повет, Опольское воеводство. Население — 23 688 человек (на 2011 год).

## Демография
Данные по переписи 2011 года:
| Перепись            | Всего  | Мужчины | Женщины |
| ------------------- | ------ | ------- | ------- |
| Всего               | 23 688 | 11 473  | 12 215  |
| Городское население | 17 265 | 8329    | 8936    |
| Сельское население  | 6423   | 3144    | 3279    |

## Соседние гмины
1. Гмина Глогувек
2. Гмина Гоголин
3. Гмина Стшелечки
4. Гмина Вальце
5. Гмина Здзешовице